# Hans Klinger
Hans Klinger (* 6. Oktober 1888; † unbekannt) war ein deutscher Verwaltungsrichter. 
Klinger wurde 1914 an der Rheinischen Friedrich-Wilhelms-Universität Bonn zum Dr. iur. promoviert. Er war Richter am Reichswirtschaftsgericht und wurde am 1. August 1946 zum Präsidenten des Verwaltungsgerichts Hannover ernannt. Am 31. Oktober 1955 trat er in den Ruhestand.

## Schriften
- Die Zuständigkeitsgebiete des Reichswirtschaftsgerichts. Spaeth & Linde, Berlin 1922 (eingeschränkte Vorschau in der Google-Buchsuche).
- Reichswirtschaftsgericht und Kartellgericht. In: H. Külz (Hrsg.): Staatsbürger und Staatsgewalt. Band 1. 1963, S. 103 (eingeschränkte Vorschau in der Google-Buchsuche).
- Die Verordnung uber die Verwaltungsgerichtsbarkeit in der britischen Zone. Otto Schwartz, Göttingen 1954.
- Verwaltungsgerichtsordnung. Kommentar. Otto Schwartz, Göttingen 1964.